# かあちゃんと11人の子ども
『かあちゃんと11人の子ども』（かあちゃんと11にんのこども）は、1966年に松竹が製作・配給した、五所平之助監督作品。原作は吉田とら。11人の子供をもつ母親を描いた作品である。

## あらすじ
高等小学校に通っていた14歳のとらは吉田貞治の許へ嫁ぐ。この地には仮祝詞の風習が残っており、2人が正式に結婚した大正15年の時点ではすでに第一子・成子を身ごもっていた。先進的な性格の貞治は、農耕だけでなく、養蚕や肥料など多角的な事業を展開していた。
それから12年の間、成子をはじめ6人の子宝に恵まれる。昭和12年に貞治とその弟・善作が日中戦争に召集され、とらは6人の子の子育てと、貞治の仕事の引継ぎに奮闘していた。昭和14年帰国した貞治は、子どもたちに教育を受けさせたいと熱望し、その通りになった。その間も子どもの数が増え、昭和23年に末子の郁が誕生する。

## 出演者
- 左幸子 : 吉田とら
- 渥美清 : 吉田貞治
- 久我美子 : 吉田成子
- 十朱幸代 : 吉田京子
- 倍賞千恵子 : 吉田文子
- 左時枝
- 内藤武敏
- 近藤洋介 : 吉田将
- 田村正和 : 吉田俊
- 藤岡弘、 : 吉田耕
- 八木昌子 : せい
- 竹脇無我 : 善作
- 殿山泰司
- 浦辺粂子
- 香山美子

## スタッフ
- 監督 ：五所平之助
- 製作 : 島田昭彦
- 原作 : 吉田とら
- 脚本 : 堀江英雄
- 撮影 ：長岡博之
- 音楽 ：斎藤一郎
- 美術 ：浜田辰雄
- 照明 : 津吹正

## 併映作品
- 『おはなはん 第二部』